# Mollweideprojectie
De mollweideprojectie (elliptische projectie, babinetprojectie, homolografische projectie) werd in 1805 ontworpen door de Duitse wiskundige en astronoom Karl Brandan Mollweide. De kaartprojectie is oppervlaktegetrouw.
Een bijzonder (en lastig) kenmerk van de mollweideprojectie is dat gebruikgemaakt moet worden van iteraties om de afbeelding te berekenen. Sinds de uitvinding van de computer is dit echter geen noemenswaardig praktisch probleem meer.
Gegeven de geografische breedte {\displaystyle \beta \,} en lengte {\displaystyle \lambda \,} en het midden van de kaart (lengte {\displaystyle \lambda _{0}\,}) dan wordt de projectie gegeven door:
{\displaystyle x\,=2{\sqrt {2}}(\lambda -\lambda _{0}){\frac {\cos \,\tau }{\pi }}-2f'}
{\displaystyle y\,={\sqrt {2}}\,\sin \,\tau }
met
{\displaystyle \tau \,={\frac {1}{2}}\,\tau _{1}}
Een goede eerste benadering is:
{\displaystyle \tau _{1}\,=2\,\arcsin {\frac {2\beta }{\pi }}}
Deze waarde van {\displaystyle \tau _{1}\ } kan stapsgewijs verbeterd worden met:
{\displaystyle \Delta \tau _{1}\,=-{\frac {\tau _{1}+\sin \,\tau _{1}-\pi \,\sin \,\beta }{1+\cos \,\tau _{1}}}}
tot de gewenste nauwkeurigheid bereikt is.